# Понте Носа
Понте Носа (итал. Ponte Nossa) је насеље у Италији у округу Бергамо, региону Ломбардија.
Према процени из 2011. у насељу је живело 1901 становника. Насеље се налази на надморској висини од 466 м.

## Становништво
Према резултатима пописа становништва 2011. у општини је живело 1.913 становника.
| 1931. | 1936. | 1951. | 1961. | 1971. | 1981. | 1991. | 2001. | 2011. |
| ----- | ----- | ----- | ----- | ----- | ----- | ----- | ----- | ----- |
| 2.365 | 2.123 | 2.334 | 2.543 | 2.407 | 2.266 | 2.140 | 2.046 | 1.913 |